# Rogadius welanderi
Rogadius welanderi är en fiskart som först beskrevs av Schultz, 1966.  Rogadius welanderi ingår i släktet Rogadius och familjen Platycephalidae. Inga underarter finns listade i Catalogue of Life.